# NGC 658
NGC 658 je spirální galaxie v souhvězdí Ryb. Její zdánlivá jasnost je 12,3m a úhlová velikost 3,0′ × 1,6′. Je vzdálená 137 milionů světelných let, průměr má 120 000 světelných let. Galaxii objevil 27. listopadu 1880 Édouard Jean-Marie Stephan.